# Paradox Interactive
Paradox Interactive AB ist ein schwedischer Publisher von Computerspielen und zugehörigen Franchiseprodukten mit Sitz in Stockholm. Das Unternehmen ist eine börsennotierte Aktiengesellschaft und verfügt neben seinem Publishinggeschäft über mittlerweile neun als Tochterunternehmen organisierte Entwicklungsstudios. Diese sind vor allem für die Entwicklung von Globalstrategiespielen mit historischem Hintergrund bekannt, produzieren aber ebenso Aufbauspiele und Rollenspiele.

## Geschichte

### Entstehung des Unternehmens
Die Wurzeln des Unternehmens reichen bis in die 1980er Jahre und auf die zu dieser Zeit gegründete Target Games AB zurück, zunächst nur ein Hersteller von Brettspielen und Miniaturen für Tabletop unter der Marke „Äventyrsspel“ (auf Deutsch: „Abenteuerspiele“). Mitte der 1990er Jahre entschied sich das Unternehmen, ins Video- und Computerspielegeschäft einzusteigen. Der erste Titel Svea Rike, ein Strategiespiel zur schwedischen Geschichte zwischen 1523 und 1818, mit dem Spielziel, sich vor Ablauf der Spielzeit zum König krönen zu lassen, war durch ein in Schweden bereits populäres gleichnamiges Brettspiel inspiriert. Trotz des Verkaufserfolgs dieses Spiels und seines Nachfolgers Svea Rike II im Jahr 1999, musste noch vor der Jahrtausendwende ein Konkursverfahren eröffnet werden. In dessen Verlauf wurde die Abteilung für Computerspieleentwicklung verkauft und Paradox Entertainment AB gegründet, über die nur der Bereich Rollenspiele und Miniaturen weitergeführt werden sollte. Lizenzrechte und das geistige Eigentum an den Spielen verblieben bei Target Games.
Anfang des Jahres 2000 wurde jedoch die Mehrheit der Anteile an Paradox Entertainment AB von einer Gruppe externer Investoren um die ehemaligen Manager Fredrik Malmberg und Nils Guliksson aufgekauft. Als neue Geschäftsführer übernahmen oder führten sie nacheinander auch die anderen ehemaligen Abteilungen von Target Games wieder zurück in ein gemeinsames Unternehmen. Die Svea-Rike-Reihe erhielt daraufhin einen dritten Teil. Der Durchbruch im Computerspielebereich gelang im Jahr 2000 als Airfix: Dogfighter und vor allem Europa Universalis vermarktet wurden. Für letzteres und dessen Nachfolger Europa Universalis II erhielt Paradox zahlreiche Auszeichnungen. Daraufhin begannen Arbeiten an weiteren Titeln, bei denen man das erfolgreiche Spielprinzip beibehielt und für weitere Epochen variierte, wie den Zweiten Weltkrieg mit Hearts of Iron (2002), das Viktorianische Zeitalter mit Victoria: An Empire under the Sun (2003) und das Mittelalter in Crusader Kings (2004).
In den folgenden Jahren trat das Unternehmen zunehmend auch als Publisher für Titel anderer Studios in Erscheinung. Daran wurde jedoch deutliche Kritik geübt. Die Qualität der veröffentlichten Titel, vor allem Chariots of War und das Rollenspiel Valhalla Chronicles lag deutlich unter den eigenen Standards. Nach Aussage langjähriger Mitarbeiter, wie des maßgeblich für die Europa-Universalis-Reihe verantwortlichen Programmierers Johan Andersson, hatte das Management an den eigenen Produkten immer weniger Interesse, verwendete die Einnahmen stattdessen für den Kauf von Markenrechten und plante Filme zu machen. Im November 2004 zog man daraus Konsequenzen. Paradox Entertainment stieg über seine Tochtergesellschaft Paradox Entertainment Inc. in Los Angeles, Kalifornien ins Filmgeschäft ein. Die Computerspieleabteilung mit sämtlichen Lizenzen für die bisher veröffentlichten und auch alle noch in Entwicklung befindlichen Spiele wurde abgespalten und von Theodore Bergquist übernommen, dem damaligen Geschäftsführer von Paradox Entertainment. Das aus der Computerspieleabteilung hervorgegangene Unternehmen firmierte daraufhin als Paradox Interactive AB. Fredrik Malmberg leitete Paradox Entertainment Inc. noch bis 2014, bevor er das Unternehmen verließ, um als unabhängiger Filmproduzent tätig zu werden. Dann gründete er jedoch die Investmentgesellschaft Cabinet Holdings, mit der er Mitte 2015 Paradox Entertainment Inc. übernahm. Seither firmiert sie als Cabinet Licensing.

### Eigenständige Entwicklung als Computerspielpublisher
Im Jahr 2006 kündigte Paradox Interactive an, sich in Zukunft weniger auf Eigenentwicklungen, als auf die Veröffentlichung von Spielen anderer Hersteller zu konzentrieren. Dazu eröffnete man ein Büro in New York und startete im April 2006 die Vertriebsplattform GamersGate.com. Als Frederik Wester, der die Entwicklung der Plattform maßgeblich vorangetrieben hatte, schließlich von Bergquist dessen Gesellschaftsanteile kaufte und die Geschäftsführung übernahm, war der Anteil von GamersGate am Gesamtgeschäft auf fast 97 % angestiegen.
Paradox Interactive übernahm im Dezember 2009 AGE Studio, die Muttergesellschaft des 2005 in Frankreich gegründeten Entwicklungsstudios AGEOD. Dessen Mitgründer Philippe Thibaut war der ursprüngliche Erfinder des Europa-Universalis-Brettspiels. AGEOD, eine Abkürzung für „AGE Online Distribution“, entwickelte seither ebenfalls Strategie-Spiele mit historischen Hintergrund, allerdings auf Basis der selbst entwickelten „AGE“ („Adaptive Game Engine“). Zur Übernahme wurde vereinbart, dass AGEOD wie ein eigenständiges Entwicklungsstudio weitergeführt, dabei von Paradox aber als Publisher unterstützt werden sollte.
Im Jahr 2012 wurde eine Reorganisation vorgenommen, im Rahmen derer das Entwicklungsstudio in eine hundertprozentige Tochtergesellschaft mit dem Namen Paradox Developement Studio AB ausgelagert wurde. Am 26. Oktober 2015 gab Paradox Interactive den Kauf des amerikanischen Rollenspiel-Verlags White Wolf bekannt. Für einen Kaufpreis von „mehreren zehn Millionen schwedischen Kronen“ an den bisherigen Eigentümer CCP Games wurden unter anderem auch die Rechte an den Rollenspiel-Regelwerken Welt der Dunkelheit (engl. World of Darkness oder kurz WoD) und Vampire: Die Maskerade (engl. Vampire: The Masquerade) übernommen. Das 2006 mit CCP Game verschmolzene Unternehmen wurde als White Wolf Inc. neu gegründet und soll als eigenständiges Tochterunternehmen der Paradox Interactive operieren.

### Börsengang
Am 31. Mai 2016 ging das Unternehmen an die Börse und wurde an der zur Nasdaq Nordic gehörenden Nasdaq First North gelistet (Kurzzeichen PDX). Der Unternehmenswert wurde zu diesem Zeitpunkt auf rund 420 Millionen US-Dollar geschätzt. Neben den Hauptanteilseignern, Geschäftsführer Fredrik Wester und der schwedischen Investmentgruppe Spiltan, beteiligte sich der chinesische Internet- und Computerspielkonzern Konzern Tencent mit 5 % am Unternehmen. Mit der Eröffnung eines auf mobile Endgeräte spezialisierten Tochterstudios in Schweden stieg das Unternehmen im Mai 2017 in den Markt der Mobile Games ein. Einen Monat später, im Juni 2017, wurden die niederländischen Triumph Studios (Age of Wonders, Overlord) übernommen. Im Januar 2018 sicherte sich der Publisher für zwei Millionen US-Dollar einen Anteil von 33 % am amerikanischen Entwicklerstudio Hardsuit Labs (Blacklight: Retribution), bestehend aus ehemaligen Angestellten der aufgelösten Zombie Studios. Mit dem Einstieg sicherte sich der Publisher zugleich die Option auf die Erhöhung seiner Anteile am Studio. Im Februar 2018 gab Fredrik Wester die Unternehmensführung an Ebba Ljungerud ab und wechselte auf die Position des Executive Chairman.
Nach eigenen Angaben hatte Paradox Interactive im Jahr 2016 eine Spielergemeinschaft von 3.500.000 Mitgliedern, davon mehr als 500.000 im Bereich der Eigenentwicklungen des Paradox Developement Studio.

## Unternehmensorganisation
Paradox Interactive teilt seine Unternehmungen in drei Bereiche:
- Studios: Die Entwicklung eigener Computerspiele durch Tochterunternehmen. Aktuell (Stand: September 2020) verfügt Paradox Interactive über neun Entwicklungsstudios:[17]
  - Paradox Development Studio, Stockholm
  - Paradox Arctic, Umeå
  - Paradox Thalassic, Malmö
  - Paradox Tinto, Barcelona
  - Paradox Tectonic, Berkeley
  - Triumph Studios, Delft
  - Harebrained Schemes, Seattle
  - Iceflake Studios, Tampere
  - Playrion Gamestudio, Paris
- Publishing: Die Veröffentlichung fremdentwickelter Computerspiele durch das Mutterunternehmen.
- White Wolf: Die Entwicklung von Pen-&-Paper- und Live-Rollenspielen

## Produkte

### Spielereihen auf Basis der Clausewitz Engine
Für Europa Universalis III entwickelte Paradox die Clausewitz Engine, nach dem preußischen Generalmajor und Heeresreformer Carl von Clausewitz benannte Spiel-Engine, die seither bei allen Eigenentwicklungen des Unternehmens verwendet wird. Beim Nachfolger Europa Universalis IV kam die Spiel-Engine bereits in der weiterentwickelten Version 2.5 zum Einsatz. Neben einer 3D-Darstellung der Landkarte, verwaltet die Engine meist sehr umfangreiche und komplexe Daten, deren Handhabung zwar eine längere Einarbeitungszeit des Spielers erfordert, aber dann ein sehr hohes Maß an Flexibilität ermöglicht. So kann ein gespeichertes Spiel nicht nur mit der zuletzt gewählten Spielfigur, sondern auch aus dem Blickwinkel fast jeder beliebigen anderen in der Spielsimulation vorhandenen Person fortgesetzt werden. Die Verwendung unverschlüsselter Text- und Bilddaten erleichtert Eingriffe und Modding sowohl der Daten einzelner Spielstände, als auch des generellen Erscheinungsbildes und der Mechanik der Spiele. Im Mai 2016 veröffentlichte Paradox ein Tool, mithilfe dessen man in Maya erstellte Modelle direkt in auf der Engine basierenden Spielen verwenden kann.
- Europa Universalis: Rome aus dem Jahr 2009 ist in der Zeit der Römischen Republik angesiedelt. Im November desselben Jahres erschien Vae Victis als Add-On.[20] Am 25. April 2019 erschien der zweite Teil der Reihe Imperator: Rome.[21]

- Crusader Kings – Simulation des Feudalsystems im Mittelalter. Ohne Erweiterungen behandelt das Spiel den Zeitraum zwischen dem 15. September 1066 und dem 30. Dezember 1453. Im Gegensatz zu den übrigen Paradox-Titeln übernimmt der Spieler nicht die Steuerung eines Landes, sondern lenkt die jeweiligen Oberhäupter einer Dynastie über die Jahrhunderte. Zahlreiche Erweiterungen ergänzen das Spiel um weitere geografische Regionen, neue Zeitabschnitte vor dem ursprünglichen Startjahr 1066 oder fügen weitere Handlungsoptionen zur Steuerung des Geschehens ein. Die bisher erschienenen Titel der Reihe sind Crusader Kings (2004), Crusader Kings II (2012) und Crusader Kings III (2020). Im Oktober 2019 wurde Crusader Kings II ein kostenloser Free-to-Play-Titel.[22]

- Europa Universalis – Simulation von etwa zweihundert Nationen im Zeitraum von der frühen Neuzeit bis zu den Napoleonischen Kriegen. Start- und Enddatum variieren zwischen den Spielen, nämlich 1492–1792 im ersten Teil, 1419–1819 im zweiten, 1453–1789 im dritten und 1444–1821 im vierten Teil. Europa Universalis II wurde durch das Add-on Asian Chapters erweitert[23] und Europa Universalis III durch vier Add-ons, die reichhaltige Aktualisierungen und Verbesserungen einbrachten: Napoleon's Ambition verschiebt das Enddatum bis 1820, In Nomine verschiebt das Startdatum bis 1399, Heir to the Throne führt Dynastien ein und Divine Wind vertieft das Spielen in Fernost.[24] 2013 wurde mit Europa Universalis IV der aktuelle Teil der Reihe veröffentlicht, für den es mittlerweile eine große Anzahl an Updates und Zusatzinhalten gibt, die allen Regionen der Welt mehr spielerischen Tiefgang verleihen (so etwa für China in Mandate of Heaven, Mesopotamien in Cradle of Civilization, Mittelamerika in El Dorado, Ozeanien in Leviathan und das Heilige Römische Reich deutscher Nation in Emperor).[25]

- Victoria – Die Victoria-Reihe behandelt die weitere Geschichte im Zeitraum von 1836 bis 1936. Der 2003 veröffentlichte erste Teil Victoria – An Empire Under The Sun wies ursprünglich noch das Enddatum 1920 auf, wurde jedoch 2006 über die Erweiterung Victoria: Revolutions bis 1936 und damit dem Startjahr von Hearts of Iron verlängert. Eine Neuauflage erschien als Victoria II im Jahr 2010 und wurde in den Jahren 2012 und 2013 mit den Add-Ons Victoria II: A House Divided und Victoria II: Heart of Darkness ergänzt. Wenngleich viele weitere Inhalte hinzugefügt wurden, fielen dabei beispielsweise die historischen Startzeitpunkte des Jahres 1881 und des Beginns des Ersten Weltkriegs weg. Im Oktober 2022 folgte der dritte Teil.[26]

- Hearts of Iron – Die Szenarien der inzwischen vierteiligen Spielereihe Hearts of Iron sind in der Zeit des Zweiten Weltkrieges angesiedelt. Die Zeit von 1936 bis 1948 lässt sich mit starkem Fokus auf die Kriegsführung authentisch nachspielen. Der erste Teil der Reihe erschien 2002; drei Jahre später folgte der Nachfolger, welcher wiederum durch zwei Erweiterungen ergänzt wurde, Doomsday und Armageddon, die das Enddatum erst bis 1953, dann bis 1964 verschieben.[27][28] Hearts of Iron III (2009) hingegen begrenzt sich wieder auf den zeitlichen Rahmen des Zweiten Weltkriegs und erhielt mit Semper Fi, For the Motherland und Their finest Hour drei Erweiterungen.[29] Hearts of Iron IV erschien am 6. Juni 2016, dem D-Day-Jubiläum.

- Stellaris – Science-Fiction-Spiel mit dem Startjahr 2200. Anders als bei den historischen Spielen stellt die Karte nicht die Erde dar, sondern eine prozedural erzeugte Galaxie. Das Sonnensystem mit der Erde kann jedoch Teil dieser Galaxie sein. Im Juni 2020 erschien mit Stellaris: Galaxy Command ein Free-to-play-Ableger für Mobilgeräte mit den Betriebssystemen Android und iOS.

Aufgrund der aneinander anschließenden historischen Zeiträume und sehr ähnlicher Mechaniken stellt die Verknüpfung der Spiele Crusader Kings, Europa Universalis, Victoria und Hearts of Iron ein beliebtes Spielprinzip dar, für das sich der Begriff Megakampagne etabliert hat. Dabei wird eine kontinuierliche Alternativgeschichte vom Mittelalter bis zur Mitte des 20. Jahrhunderts unter Berücksichtigung der jeweiligen epochentypischen Regeln simuliert, deren Gesamtdauer von der gewählten Kombination der Spiele abhängt. Dabei bestehen jedoch gewisse technische Hürden, da von Seiten der Entwickler nur in einem Fall (Crusader Kings II zu Europa Universalis IV) ein offizielles Konvertierungsprogramm (kostenpflichtig) zur Verfügung gestellt wird.

### Eigenentwicklungen
- Age of Wonders: Planetfall
- Airfix Dogfighter
- Chariots of War
- Svea Rike III (Crown of the North)
- Crusader Kings
- Crusader Kings II
- Crusader Kings III
- Diplomacy
- Europa Universalis
- Europa Universalis II
- Europa Universalis III
- Europa Universalis IV
- Europa Universalis: Rome
- Hearts of Iron
- Hearts of Iron II
- Hearts of Iron III
- Hearts of Iron IV
- Imperator: Rome
- March of the Eagles
- Sengoku
- Stellaris
- Stellaris: Galaxy Command
- Surviving the Aftermath
- Two Thrones
- Valhalla Chronicles
- Victoria
- Victoria II
- Victoria 3

### Fremdproduktionen als Publisher
- A Game of Dwarves
- Across the Obelisk
- Airlines Manager
- BattleTech
- Cities in Motion
- Cities in Motion 2
- Cities: Skylines
- Cities: Skylines II
- Commander: Conquest of the Americas
- Dragonfire – The Well of Souls
- East India Company
- Empire of Sin
- King Arthur: The Role-Playing Wargame
- King Arthur II: The Role-Playing Wargame
- Knights of Honor
- Knights of Pen & Paper
- Legion
- Magicka
- Magicka 2
- Majesty: The Fantasy Kingdom Sim
- Majesty 2
- Mount & Blade
- Mount & Blade: Warband
- Mount & Blade: With Fire and Sword
- Naval War: Arctic Circle
- Pillars of Eternity
- Pirates of Black Cove
- Pride of Nations
- Prison Architect
- Star Trek: Infinite
- Steel Division: Normandy 44
- Supreme Ruler 1936
- Supreme Ruler 2020
- Supreme Ruler Cold War
- Surviving Mars
- Surviving the Aftermath
- Sword of the Stars
- Sword of the Stars II: Lords of Winter
- The Kings Crusade
- War of the Roses
- War of the Vikings

Darüber hinaus vertreibt Paradox Interactive Franchiseprodukte wie Bücher und Soundtracks zu seinen Serien. So wurden zum Beispiel vom in Schweden lebenden Fantasy-Autor Steven Savile Begleitromane zu Crusader Kings II und Stellaris verfasst, die Paradox vertreibt.